# Zarna (ort)
Zarna är en ort i Azerbajdzjan.   Den ligger i distriktet Qax Rayonu, i den nordvästra delen av landet, 280 km väster om huvudstaden Baku. Zarna ligger 455 meter över havet och antalet invånare är 781.
Terrängen runt Zarna är varierad. Närmaste större samhälle är Zaqatala, 19,6 km nordväst om Zarna. 
Omgivningarna runt Zarna är en mosaik av jordbruksmark och naturlig växtlighet. Runt Zarna är det ganska glesbefolkat, med 35 invånare per kvadratkilometer.